# Bahnstrecke Barcelona–Latour-de-Carol – Enveitg
| La Molina, der höchstgelegene ohne Zahnradbahn erreichbare Bahnhof in Spanien, 2018 |                                                                                            |                                                                                          |                                                                                          |
| |                                                                                            |                                                                                          |                                                                                          |
| Streckennummer: | 222                                                                                        |                                                                                          |                                                                                          |
| Kursbuchstrecke: | 09                                                                                         |                                                                                          |                                                                                          |
| Streckenlänge: | 148,8 km                                                                                   |                                                                                          |                                                                                          |
| Spurweite: | 1668 mm (Iberische Spur)                                                                   |                                                                                          |                                                                                          |
| Stromsystem: | 3000 V (bis 11. Oktober 1965: 1500 V) =                                                    |                                                                                          |                                                                                          |
| Maximale Neigung: | südlich von Ripoll 22 ‰, nördlich 45 ‰                                                     |                                                                                          |                                                                                          |
| Minimaler Radius: | 230 m                                                                                      |                                                                                          |                                                                                          |
| Streckengeschwindigkeit: | südlich von Vic 115 km/h, Ausbau für 160 km/h, nördlich von Vic 100 km/h                   |                                                                                          |                                                                                          |
| Zugbeeinflussung: | ASFA                                                                                       |                                                                                          |                                                                                          |
| Zweigleisigkeit: | Parets del Vallès–La Garriga geplant: Montcada Bifurcació–Vic in Vorbereitung ab Centelles |                                                                                          |                                                                                          |
| |                                                                                            |                                                                                          |                                                                                          |
| \| \| \| von El Clot-Aragó, von Barcelona-Sants \| \| \| \| \| Sant Andreu Arenal – Beginn \| 10 m \| \| \| \| nach Maçanet-Massanes \| \| \| \| \| Sant Andreu Comtal \| \| \| \| \| Torre del Baró \| 48 m \| \| \| \| Abzweig Les Aigües \| \| \| \| 9,0 \| Montcada-Bifurcació – Streckenbeginn \| 46 m \| \| \| \| nach Tarragona über \| \| \| \| \| Cerdanyola – Manresa \| \| \| \| 11,608 \| Montcada-Ripollet \| 45 m \| \| \| 15,3 \| Santa Perpètua de Mogoda La Florida \| Santa Perpètua de Mogoda La Florida \| \| \| \| \| \| \| \| \| Bahnstrecke Castellbisbal/El Papiol–Mollet LOF (s. u., geplant) von Vilanova i la Geltrú \| \| \| \| \| \| \| \| \| \| Alstom \| \| \| \| \| \| \| \| \| 17,3 \| Mollet - Santa Rosa Verlegung geplant zur Rambla Nova, ca. km 17,9 \| 72 m \| \| \| \| \| \| \| \| 20,2 \| Parets del Vallès \| 80 m \| \| \| 22,0 \| Montmeló Nord geplant \| Montmeló Nord geplant \| \| \| \| LOF (Línia Orbital Ferroviària, geplant) \| \| \| \| \| Granollers Centre – urspr. Übergabe \| 141 m \| \| \| \| \| \| \| \| 28,7 \| Granollers-Canovelles LOF (geplant) nach Mataró \| 149 m \| \| \| \| \| \| \| \| \| (Les Franqueses - Granollers Nord ) [Anm. 1] \| \| \| \| \| nach Cerbère / ursprüngliche Strecke \| \| \| \| 31,4 \| Les Franqueses del Vallès \| 175 m \| \| \| 33,73 \| Llerona \| 232 m \| \| \| 37,6 \| La Garriga \| 258 m \| \| \| 42,3 \| Figaró \| 320 m \| \| \| 47,5 \| Sant Martí de Centelles \| 411,8 m \| \| \| 52,7 \| Centelles \| 505 m \| \| \| 56,5 \| Balenyà - Els Hostalets \| 541,23 m \| \| \| 58,181 \| Balenyà-Tona-Seva \| 581,54 m \| \| \| 63,1 \| Taradell - Mont-rodon \| Taradell - Mont-rodon \| \| \| 69,0 \| Vic – Ende und Halbstundentakt \| 490,9 m \| \| \| 77,4 \| Manlleu \| 456,22 m \| \| \| 85,1 \| Torelló \| 526,22 m \| \| \| 87,724 \| Borgonyà \| 522,94 m \| \| \| 93,4 \| Sant Quirze de Besora \| 576,95 m \| \| \| 97,0 \| La Farga de Bebié \| 612,2 m \| \| \| 105,555000,000 \| Ripoll – Ende Stundentakt \| 680,87 m \| \| \| \| Beginn der Pyrenäenquerung \| \| \| \| 115,454 \| Sant Joan de les Abadesses \| 799,530 m \| \| \| 117,000 \| Toralles Verladebahnhof[Anm. 2] \| 821,750 m \| \| \| 4,442 \| Campdevànol \| 733,22 m \| \| \| 6,952 \| Illa \| 772,79 m \| \| \| 10,858 \| Aigües de Ribes \| 847,70 m \| \| \| 13,581 \| Ribes de Freser \| 905,51 m \| \| \| \| Cremallera de Núria \| \| \| \| 20,255 \| Planoles \| 1084,18 m \| \| \| \| Túnel de Cargol \| \| \| \| \| (Kehrtunnel, 1057 m) \| \| \| \| 29,544 \| Toses \| 1407,91 m \| \| \| \| T. de Toses (3.840 m), Scheitelpkt. \| 1494 m \| \| \| 35,119 \| La Molina \| 1420,22 m \| \| \| 41,561 \| Urtx-Alp \| 1182,26 m \| \| \| 44,648 \| Queixans \| 1107,94 m \| \| \| 48,581 \| Puigcerdà — zur Innenstadt \| 1146,64 m \| \| \| \| ↙ Staatsgrenze Spanien–Frankreich \| \| \| \| \| Ligne de Cerdagne[Anm. 3] \| \| \| \| 52,369 \| Latour-de-Carol - Enveitg \| 1232,32 m \| \| \| \| nach Portet-sur-Garonne – Toulouse[Anm. 4] \| \| |                                                                                            |                                                                                          |                                                                                          |
| |                                                                                            | von El Clot-Aragó, von Barcelona-Sants                                                   |                                                                                          |
| Tunnelende · Bahnhof (im Tunnel) |                                                                                            | Sant Andreu Arenal – Beginn                                                              | 10 m                                                                                     |
| Abzweig geradeaus und nach rechts · Tunnelende |                                                                                            | nach Maçanet-Massanes                                                                    | nach Maçanet-Massanes                                                                    |
| Bahnhof · Strecke |                                                                                            | Sant Andreu Comtal                                                                       | Sant Andreu Comtal                                                                       |
| Abzweig geradeaus und nach halblinks · Haltepunkt / Haltestelle |                                                                                            | Torre del Baró                                                                           | 48 m                                                                                     |
| Strecke von halblinks · Abzweig geradeaus und von halbrechts |                                                                                            | Abzweig Les Aigües                                                                       | Abzweig Les Aigües                                                                       |
| Haltepunkt / Haltestelle | 9,0                                                                                        | Montcada-Bifurcació – Streckenbeginn                                                     | 46 m                                                                                     |
| |                                                                                            | nach Tarragona über                                                                      |                                                                                          |
| Strecke nach links und nach rechts · Strecke quer |                                                                                            | Cerdanyola – Manresa                                                                     | Cerdanyola – Manresa                                                                     |
| Bahnhof | 11,608                                                                                     | Montcada-Ripollet                                                                        | 45 m                                                                                     |
| Bahnhof | 15,3                                                                                       | Santa Perpètua de Mogoda La Florida                                                      | Santa Perpètua de Mogoda La Florida                                                      |
| |                                                                                            |                                                                                          |                                                                                          |
| Kreuzung geradeaus unten · Strecke quer |                                                                                            | Bahnstrecke Castellbisbal/El Papiol–Mollet LOF (s. u., geplant) von Vilanova i la Geltrú | Bahnstrecke Castellbisbal/El Papiol–Mollet LOF (s. u., geplant) von Vilanova i la Geltrú |
| |                                                                                            |                                                                                          |                                                                                          |
| Abzweig geradeaus und von links · Betriebs-/Güterbahnhof Streckenende und quer |                                                                                            | Alstom                                                                                   | Alstom                                                                                   |
| |                                                                                            |                                                                                          |                                                                                          |
| Haltepunkt / Haltestelle | 17,3                                                                                       | Mollet - Santa Rosa Verlegung geplant zur Rambla Nova, ca. km 17,9                       | 72 m                                                                                     |
| |                                                                                            |                                                                                          |                                                                                          |
| Haltepunkt / Haltestelle | 20,2                                                                                       | Parets del Vallès                                                                        | 80 m                                                                                     |
| ehemaliger Bahnhof | 22,0                                                                                       | Montmeló Nord geplant                                                                    | Montmeló Nord geplant                                                                    |
| |                                                                                            | LOF (Línia Orbital Ferroviària, geplant)                                                 |                                                                                          |
| Bahnhof · Strecke |                                                                                            | Granollers Centre – urspr. Übergabe                                                      | 141 m                                                                                    |
| |                                                                                            |                                                                                          |                                                                                          |
| Haltepunkt / Haltestelle | 28,7                                                                                       | Granollers-Canovelles LOF (geplant) nach Mataró                                          | 149 m                                                                                    |
| |                                                                                            |                                                                                          |                                                                                          |
| Haltepunkt / Haltestelle |                                                                                            | (Les Franqueses - Granollers Nord )                                                      | (Les Franqueses - Granollers Nord )                                                      |
| Strecke quer |                                                                                            | nach Cerbère / ursprüngliche Strecke                                                     | nach Cerbère / ursprüngliche Strecke                                                     |
| Bahnhof | 31,4                                                                                       | Les Franqueses del Vallès                                                                | 175 m                                                                                    |
| ehemaliger Haltepunkt / Haltestelle | 33,73                                                                                      | Llerona                                                                                  | 232 m                                                                                    |
| Haltepunkt / Haltestelle | 37,6                                                                                       | La Garriga                                                                               | 258 m                                                                                    |
| Bahnhof | 42,3                                                                                       | Figaró                                                                                   | 320 m                                                                                    |
| Bahnhof | 47,5                                                                                       | Sant Martí de Centelles                                                                  | 411,8 m                                                                                  |
| Bahnhof | 52,7                                                                                       | Centelles                                                                                | 505 m                                                                                    |
| Bahnhof | 56,5                                                                                       | Balenyà - Els Hostalets                                                                  | 541,23 m                                                                                 |
| Bahnhof | 58,181                                                                                     | Balenyà-Tona-Seva                                                                        | 581,54 m                                                                                 |
| ehemaliger Haltepunkt / Haltestelle Tunnelanfang | 63,1                                                                                       | Taradell - Mont-rodon                                                                    | Taradell - Mont-rodon                                                                    |
| Bahnhof Streckenende und Streckenanfang (im Tunnel) | 69,0                                                                                       | Vic – Ende und Halbstundentakt                                                           | 490,9 m                                                                                  |
| Haltepunkt / Haltestelle Tunnelende | 77,4                                                                                       | Manlleu                                                                                  | 456,22 m                                                                                 |
| Haltepunkt / Haltestelle | 85,1                                                                                       | Torelló                                                                                  | 526,22 m                                                                                 |
| Bahnhof | 87,724                                                                                     | Borgonyà                                                                                 | 522,94 m                                                                                 |
| Haltepunkt / Haltestelle | 93,4                                                                                       | Sant Quirze de Besora                                                                    | 576,95 m                                                                                 |
| Bahnhof | 97,0                                                                                       | La Farga de Bebié                                                                        | 612,2 m                                                                                  |
| Bahnhof | 105,555000,000                                                                             | Ripoll – Ende Stundentakt                                                                | 680,87 m                                                                                 |
| Verschwenkung nach links und ehemals nach rechts |                                                                                            | Beginn der Pyrenäenquerung                                                               | Beginn der Pyrenäenquerung                                                               |
| Bahnhof (Strecke außer Betrieb) · Strecke | 115,454                                                                                    | Sant Joan de les Abadesses                                                               | 799,530 m                                                                                |
| Betriebs-/Güterbahnhof Streckenende (Strecke außer Betrieb) · Strecke | 117,000                                                                                    | Toralles Verladebahnhof                                                                  | 821,750 m                                                                                |
| Haltepunkt / Haltestelle | 4,442                                                                                      | Campdevànol                                                                              | 733,22 m                                                                                 |
| ehemaliger Haltepunkt / Haltestelle | 6,952                                                                                      | Illa                                                                                     | 772,79 m                                                                                 |
| ehemaliger Haltepunkt / Haltestelle | 10,858                                                                                     | Aigües de Ribes                                                                          | 847,70 m                                                                                 |
| U-Bahn-Kopfbahnhof Streckenanfang · Bahnhof | 13,581                                                                                     | Ribes de Freser                                                                          | 905,51 m                                                                                 |
| U-Bahn-Strecke quer · U-Bahn-Strecke nach rechts · Strecke nach links |                                                                                            | Cremallera de Núria                                                                      | Cremallera de Núria                                                                      |
| Haltepunkt / Haltestelle | 20,255                                                                                     | Planoles                                                                                 | 1084,18 m                                                                                |
| Strecke von links und Tunnelende · Strecke nach halblinks, von rechts und Tunnelende · Strecke nach halbrechts |                                                                                            | Túnel de Cargol                                                                          | Túnel de Cargol                                                                          |
| Strecke nach links und Tunnelanfang · Strecke nach rechts und von halblinks (im Tunnel) · Strecke von halbrechts |                                                                                            | (Kehrtunnel, 1057 m)                                                                     | (Kehrtunnel, 1057 m)                                                                     |
| Haltepunkt / Haltestelle Tunnelanfang | 29,544                                                                                     | Toses                                                                                    | 1407,91 m                                                                                |
| |                                                                                            | T. de Toses (3.840 m), Scheitelpkt.                                                      | 1494 m                                                                                   |
| Bahnhof Tunnelende | 35,119                                                                                     | La Molina                                                                                | 1420,22 m                                                                                |
| | 41,561                                                                                     | Urtx-Alp                                                                                 | 1182,26 m                                                                                |
| Haltepunkt / Haltestelle | 44,648                                                                                     | Queixans                                                                                 | 1107,94 m                                                                                |
| Bahnhof · Dienststation / Betriebs- oder Güterbahnhof | 48,581                                                                                     | Puigcerdà — zur Innenstadt                                                               | 1146,64 m                                                                                |
| |                                                                                            | ↙ Staatsgrenze Spanien–Frankreich                                                        |                                                                                          |
| U-Bahn-Strecke von rechts · Grenze |                                                                                            | Ligne de Cerdagne                                                                        | Ligne de Cerdagne                                                                        |
| U-Bahn-Kopfbahnhof Streckenende · Kopfbahnhof Strecke bis hier außer Betrieb · Kopfbahnhof Streckenende | 52,369                                                                                     | Latour-de-Carol - Enveitg                                                                | 1232,32 m                                                                                |
| |                                                                                            | nach Portet-sur-Garonne – Toulouse                                                       |                                                                                          |

Die Bahnstrecke Barcelona–Latour-de-Carol - Enveitg verbindet die katalanische Hauptstadt Barcelona in Spanien mit dem französischen Grenzbahnhof Latour-de-Carol - Enveitg und über den dortigen Anschluss auch mit Toulouse. Zwischen den beiden Endbahnhöfen wird, bei einer Streckenlänge von knapp 150 Kilometer, ein Höhenunterschied von mehr als 1200 Metern überwunden.

## Geschichte und Beschreibung
Keimzelle der Strecke war eine Industriebahn zur Kohleabfuhr aus den Minen des am Südhang der Pyrenäen gelegenen Sant Joan de les Abadesses nach Barcelona. 1876 wurde der Abschnitt zwischen Granollers und Vic, 1880 die Fortsetzung bis Sant Joan de les Abadesses in Betrieb genommen. Bei Granollers verließ die Strecke die heutige Trasse und führte zur Bahnstrecke Barcelona–Cerbère. Da letztere einem anderen Betreiber gehörte und somit Benutzungsgebühren zu entrichten waren, baute die Betreibergesellschaft von Bergwerken und Bahn einen Abzweig von Les Franqueses del Vallès zum Stadtteil Sant Martí de Provençals in Barcelona.
Erst 1919 entstand von der nahe dem Endpunkt Sant Joan de les Abadesses gelegenen Stadt Ripoll aus ein Abzweig nach Ribes de Freser, der Ende 1922 zum Grenzort Puigcerdà und 1928 zum französischen Grenzbahnhof Latour-de-Carol - Enveitg verlängert wurde. Dieser Streckenabschnitt diente weniger dem Kohletransport als der Erschließung des Ausflugsgebiets Vall de Núria (über die Zahnradbahn) und dem grenzüberschreitenden Personen- und Güterverkehr.
1929 erreichte, von Frankreich her, ein parallel verlaufendes Regelspurgleis den Bahnhof Puigcerdà, das an dessen Nordkopf das spanische Breitspurgleis kreuzte. Damit konnten beide Länder die Nutzung der umfangreichen Bahnhofsanlagen auf jeder Seite zur Post-, Zoll- und Güterabfertigung gemeinsam festlegen. Im Personenverkehr ergab sich als üblicher Umstieg Latour-de-Carol - Enveitg, weil dort zusätzlich über die Ligne de Cerdagne eine Verbindung von Perpignan endet. Mit Ende des grenzüberschreitenden Güterverkehrs, insbesondere des Umladens von Waren in Wagen der jeweils anderen Spurbreite, verlor das französische Gleis seine Funktion, so dass es bei einer späteren Instandsetzung des Breitspurgleises in der Kreuzung unterbrochen wurde. Da 2007 aber auf spanischer Seite umspurbare Schwellen eingebaut wurden, kann man sich jederzeit kurzfristig auf durchgehenden Verkehr einstellen.
Der Betrieb zwischen Ripoll und Sant Joan de les Abadesses wurde 1980 aufgegeben und dieser Abschnitt nach 2000 in einen Bahntrassenradweg umgebaut. Erst zu dieser Zeit fiel auch das ursprüngliche Streckengleis in Granollers den allgemeinen Sparmaßnahmen zum Opfer, nachdem es bis dahin immer noch für betriebliche Notfälle bereitgehalten worden war.
Seit Einbindung der Strecke in die S-Bahn Barcelona werden einzelne Züge der Linie R3 von L’Hospitalet de Llobregat und Sants über Ripoll hinaus nach Latour-de-Carol - Enveitg verlängert. Die eingleisige Strecke ist mit einer Gleichspannung von 3000 Volt mittels Fahrdraht elektrifiziert.
Ein zweites Gleis wurde für den S-Bahn-Bereich aufgrund seiner dichten Belegung und der damit verbundenen Störanfälligkeit lange gefordert, gebaut wurde es erst ab Ende 2023 im Rahmen der Umgehungsbahn für Barcelona (geplante Linie R9), die diese Strecke im Abschnitt zwischen Mollet Santa Rosa und dem neuen Halt Montmeló Nord mit nutzen soll, dafür dann gleich bis La Garriga.
| Eröffnungsdatum  | Streckenabschnitt                           |
| ---------------- | ------------------------------------------- |
| 22. Juli 1854    | Barcelona–Granollers                        |
| 12. März 1876    | Granollers–Vic                              |
| 01. August 1879  | Vic–Sant Feliu de Torelló                   |
| 20. Oktober 1879 | Sant Feliu de Torelló–Sant Quirze de Besora |
| 20. Juni 1880    | Sant Quirze de Besora–Ripoll                |
| 04. Oktober 1922 | Ripoll–Puigcerdà                            |
| 05. Juni 1928    | Puigcerdà–Latour-de-Carol - Enveitg         |
| 04. Februar 2024 | Zweites Gleis: Parets del Vallès–La Garriga |

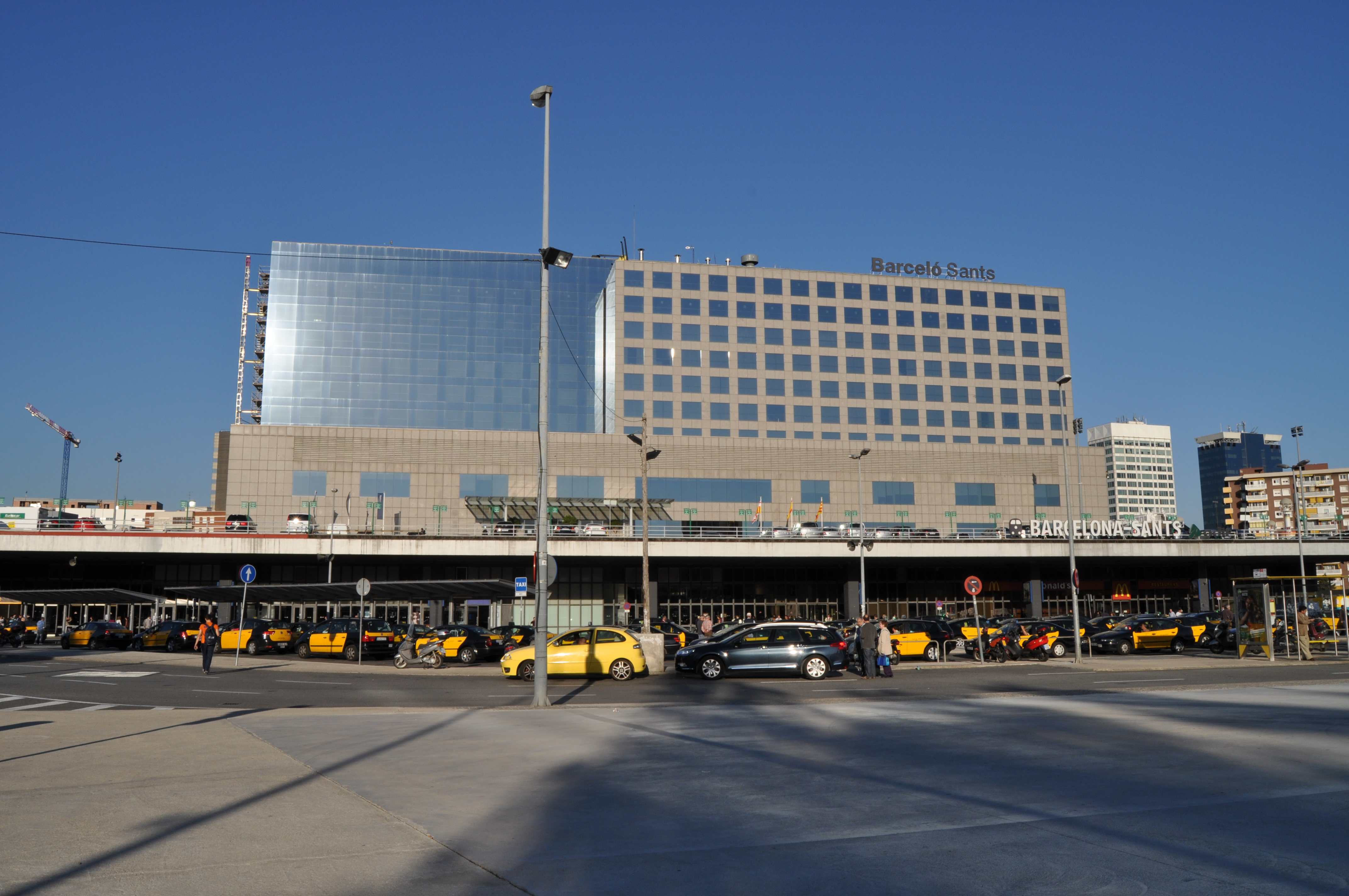
Bahnhof Barcelona-Sants
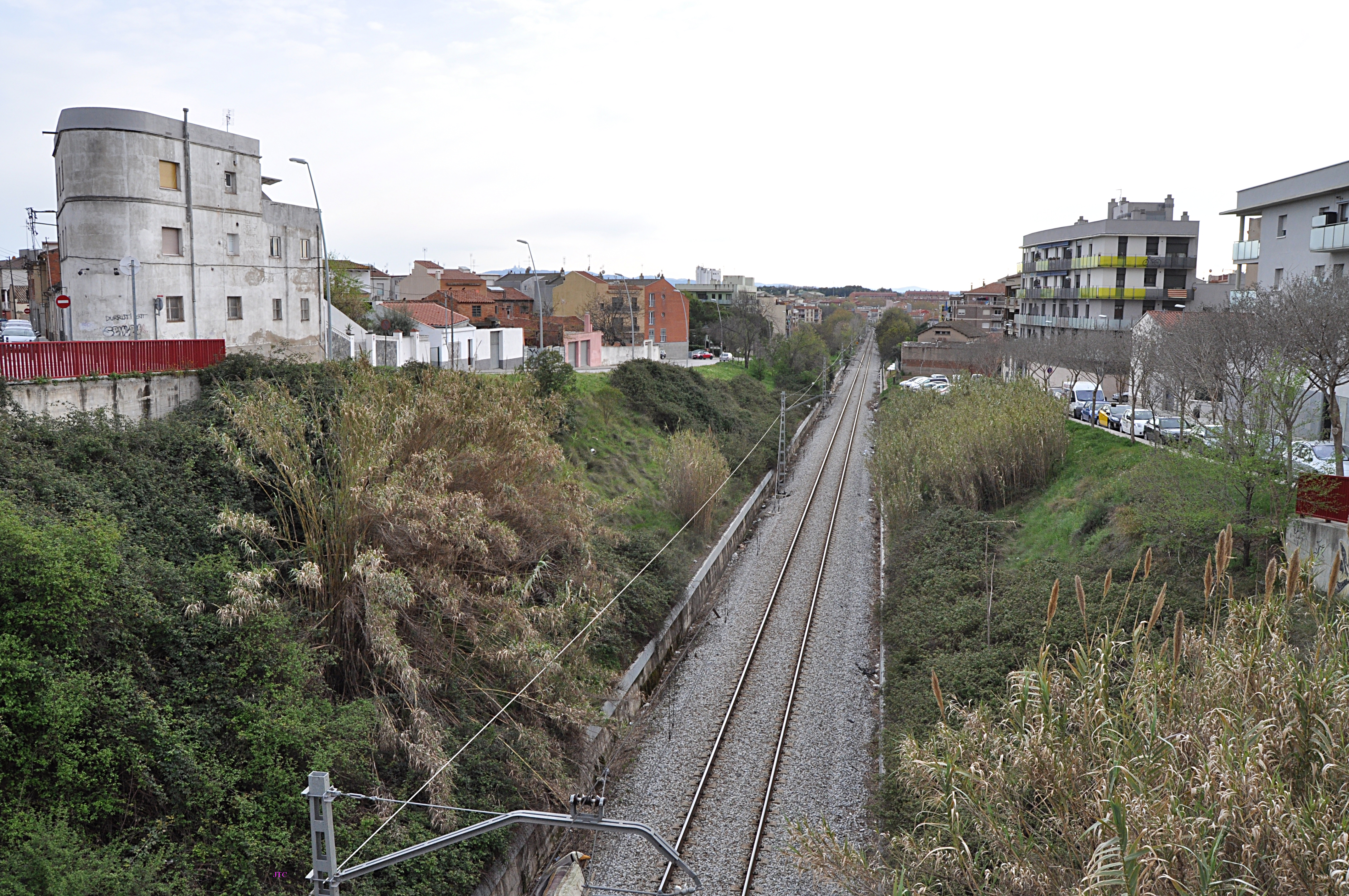
Die Strecke in Mollet del Vallès 2013, lange vor Ausbau und Verlegung des Haltes in diesen Bereich
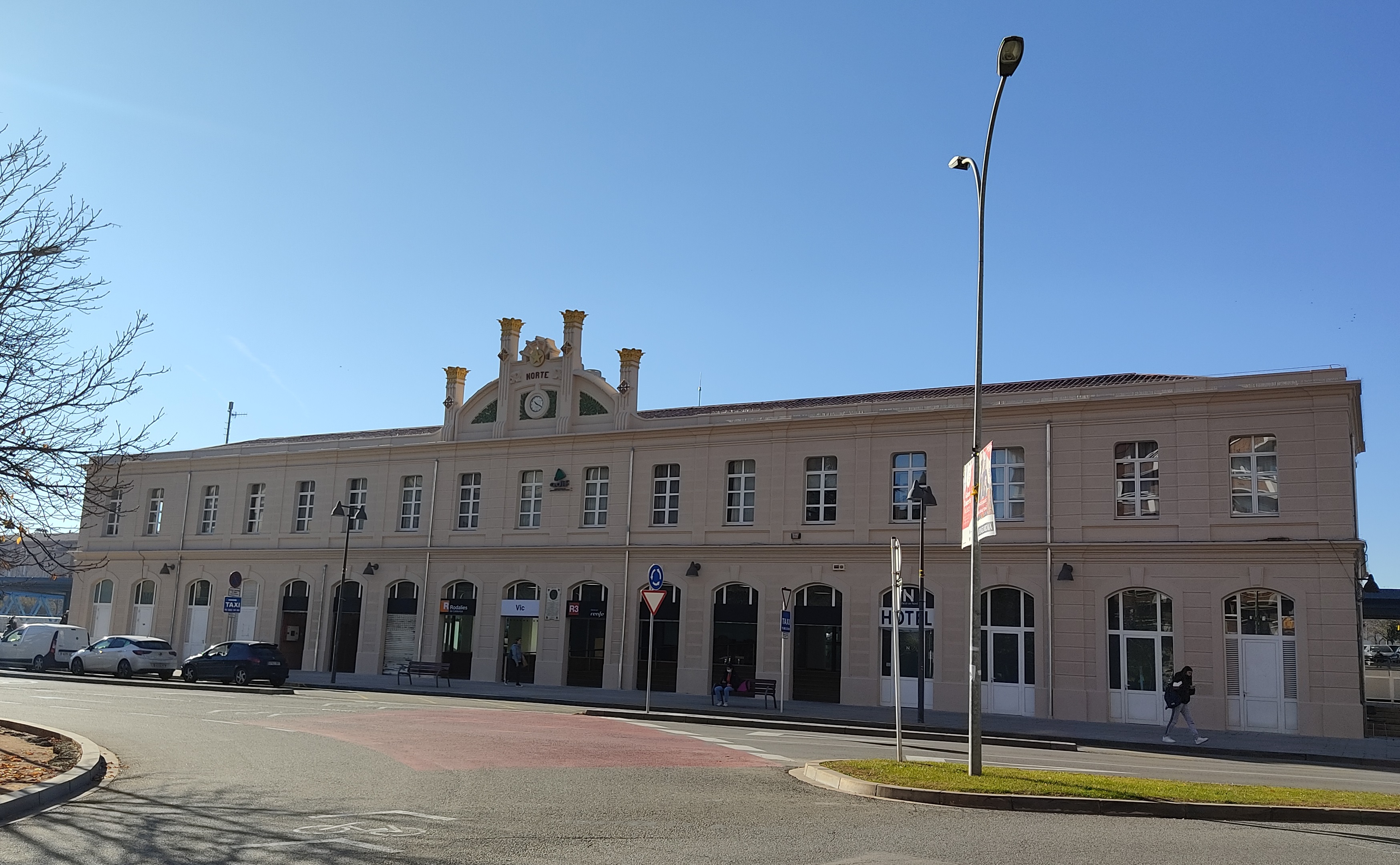
Am Bahnhof Vic endet der Halbstundentakt und zukünftig…
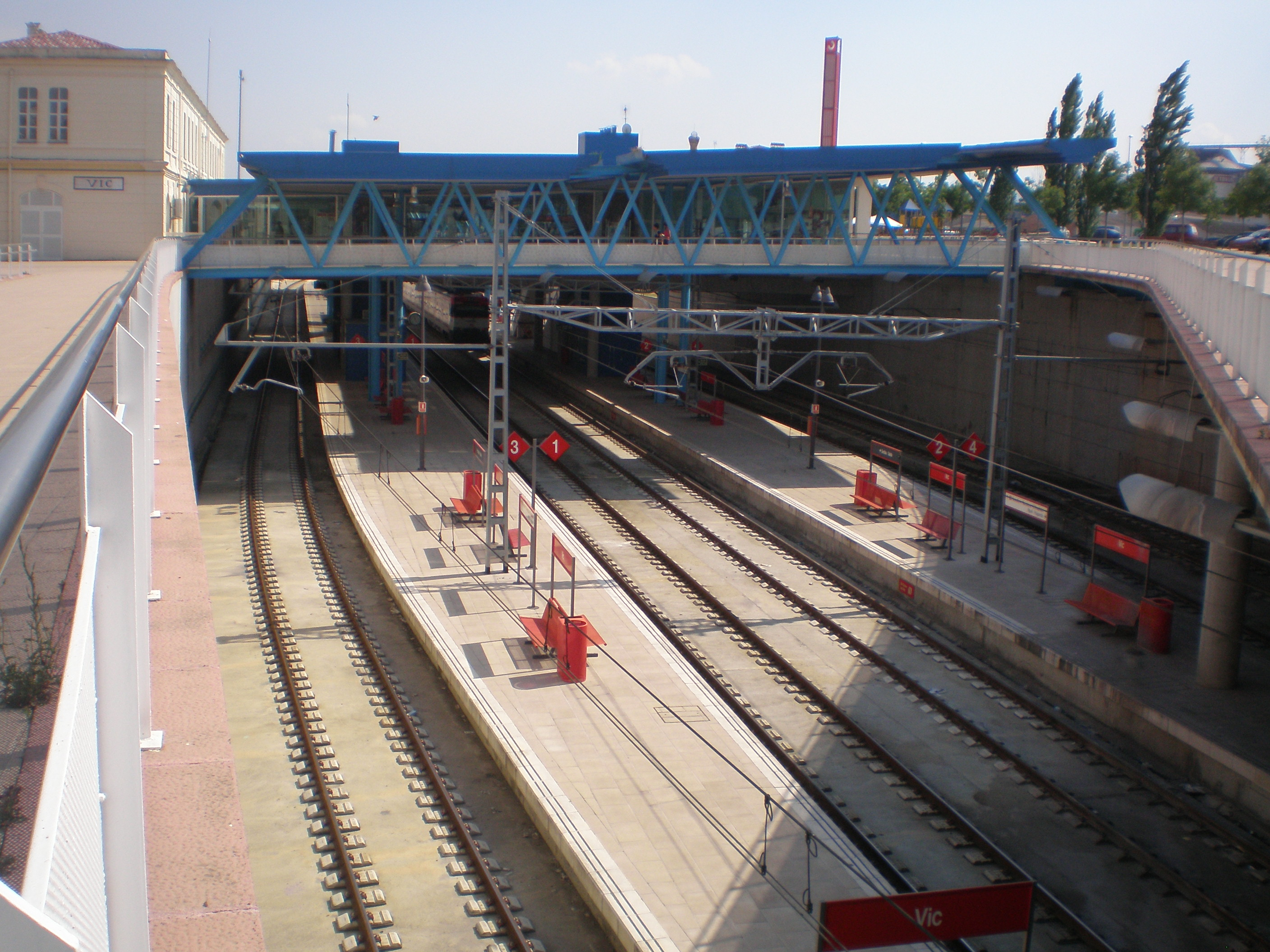
… das zweite Gleis für den Vorortverkehr von Barcelona
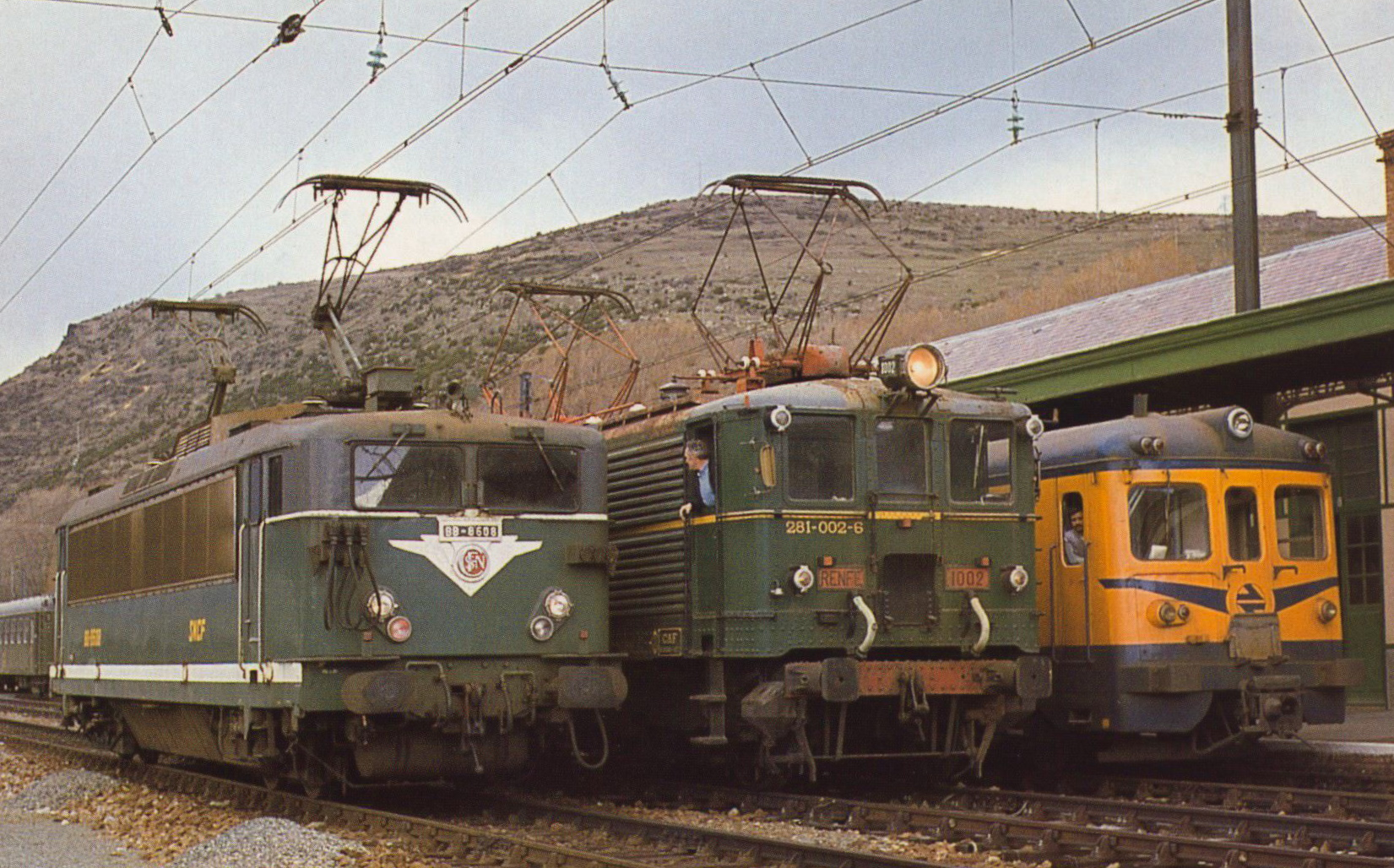
Eine der sieben Loks der eigens für diese Strecke angeschafften RENFE-Baureihe 1000 steht zwischen einer französischen BB 8500 und einem Triebwagen der RENFE-Baureihe 438 in Latour-de-Carol, 1985
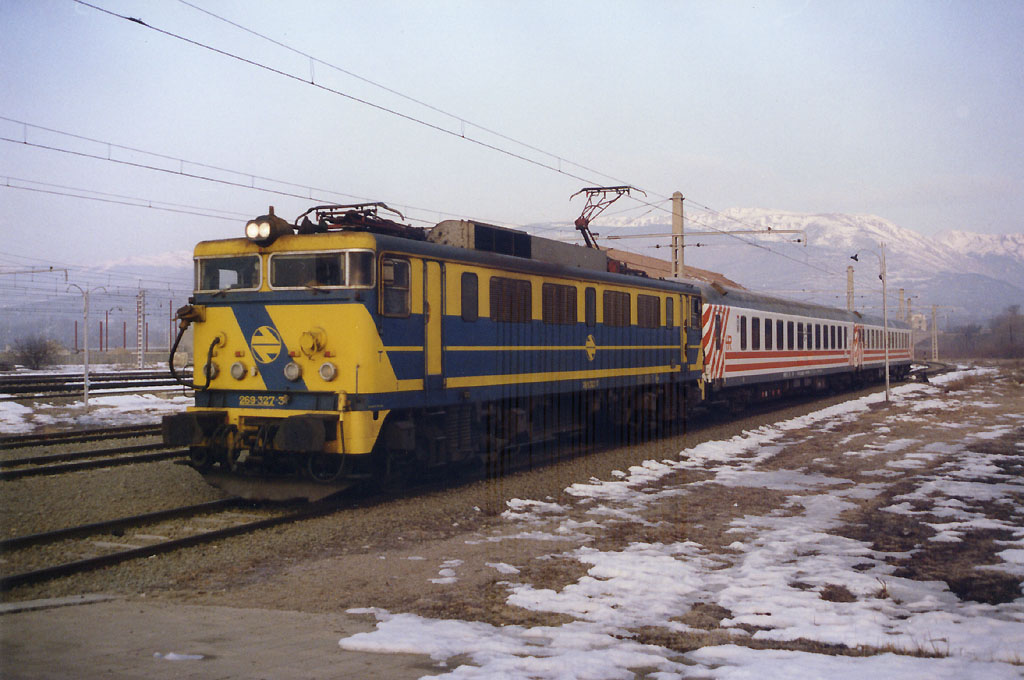
Der Pullman Cerdanya bei der Einfahrt in den Bahnhof Puigcerdá, 1992
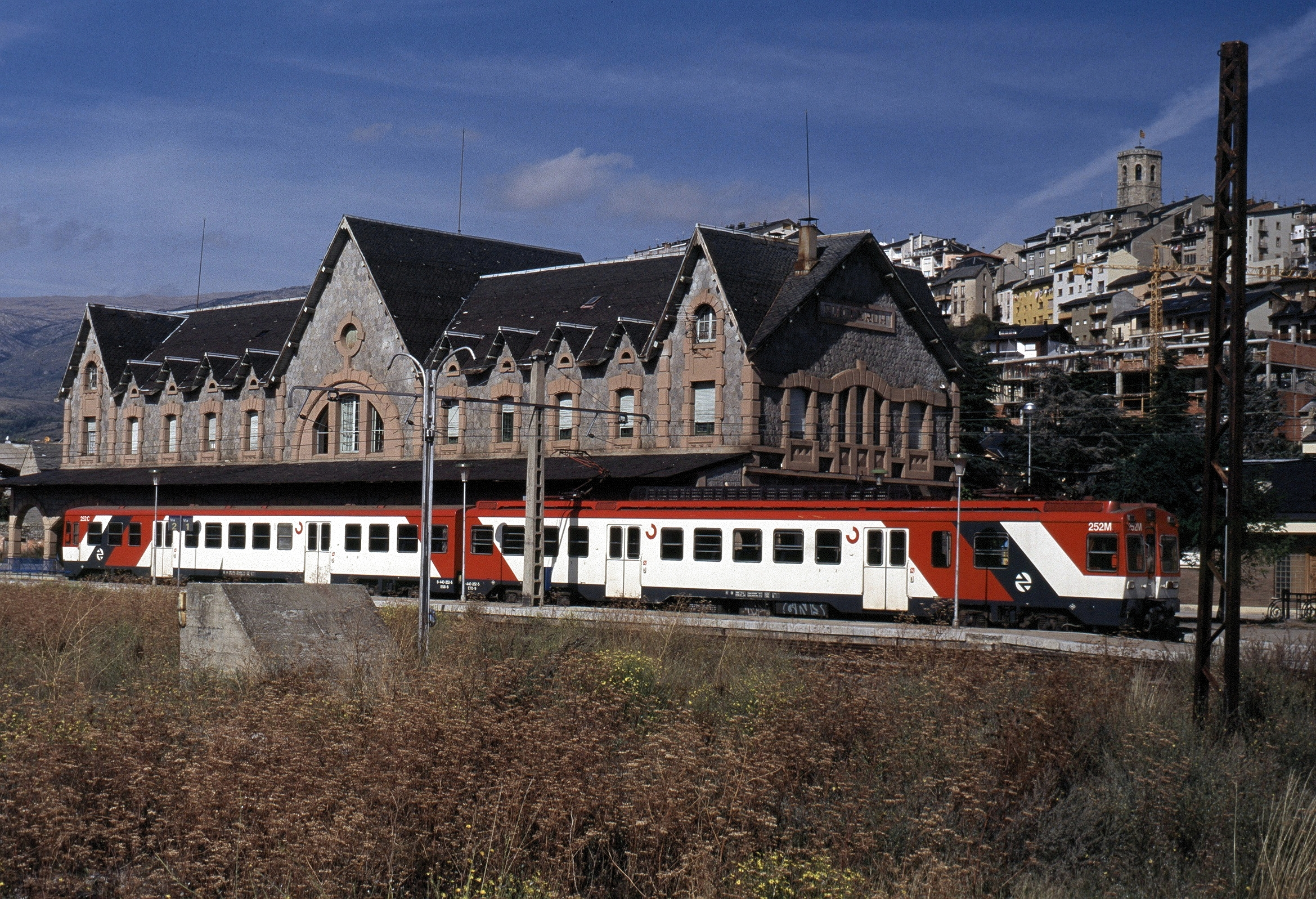
Bahnhof Puigcerdà mit Regionalzug der RENFE, 1998
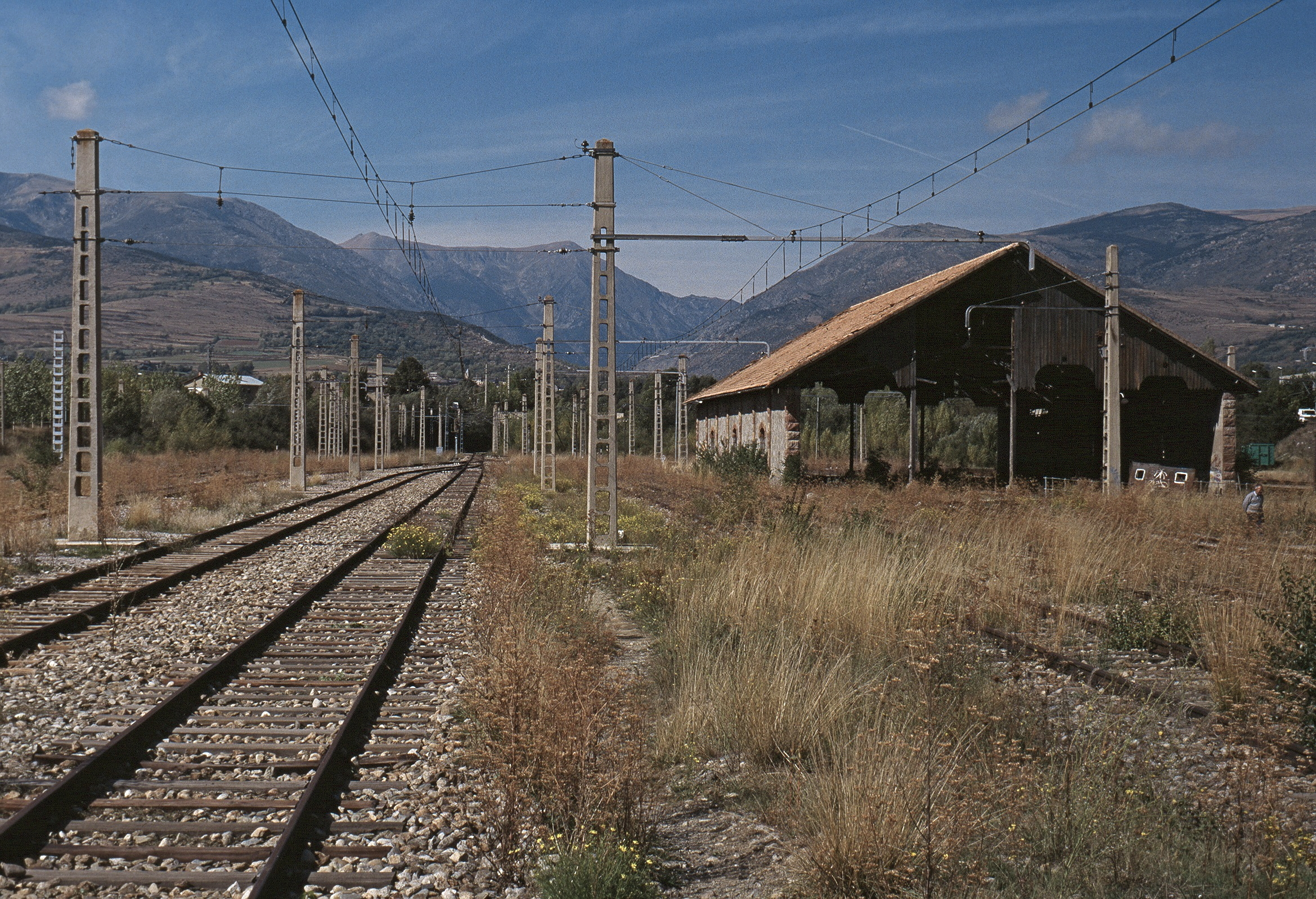
Ehemalige Umladehalle Breitspur / Regelspur in Puigcerdà
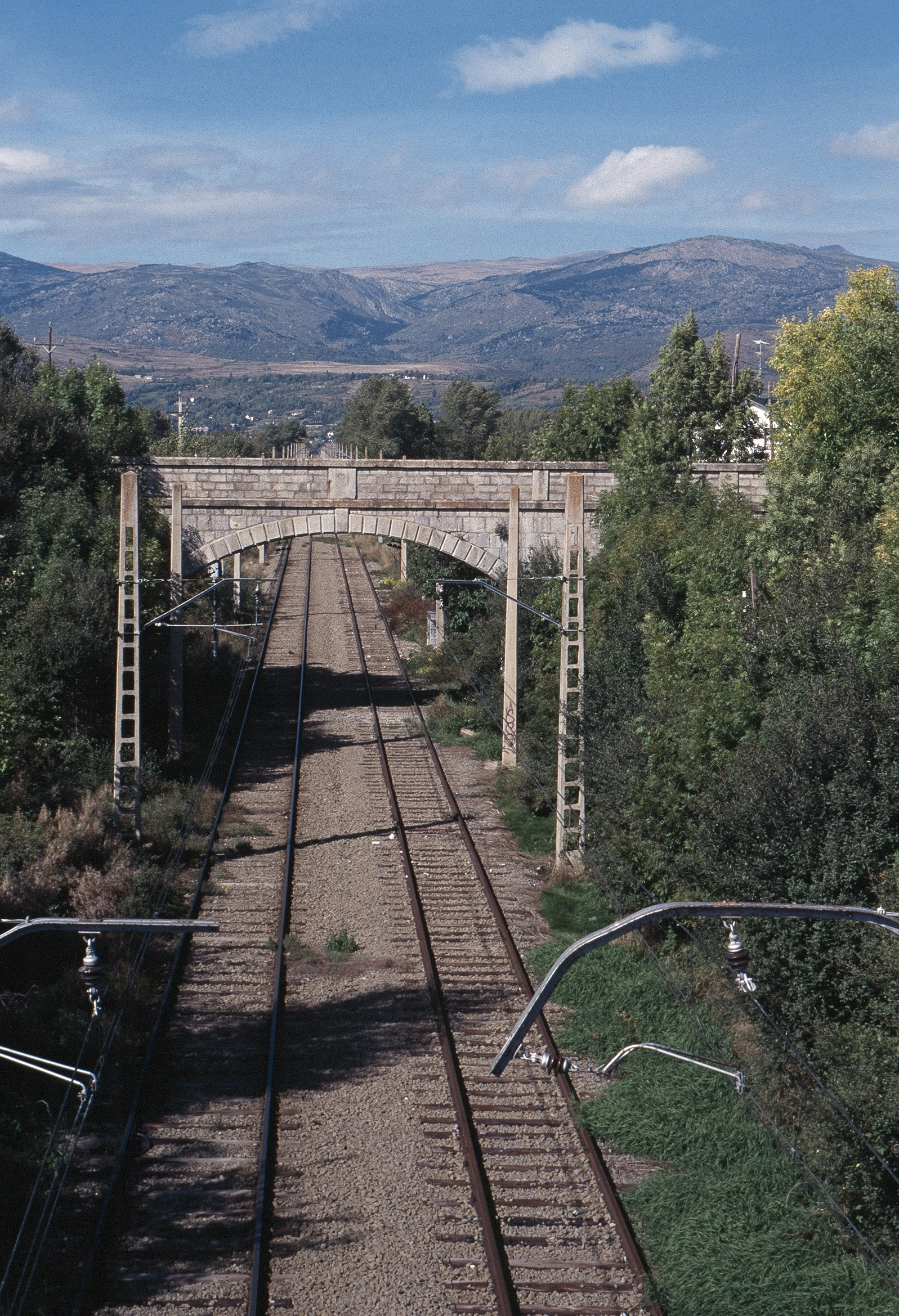
Gleise beider Spurweiten zwischen Puigcerdà und Latour-de-Carol - Enveitg
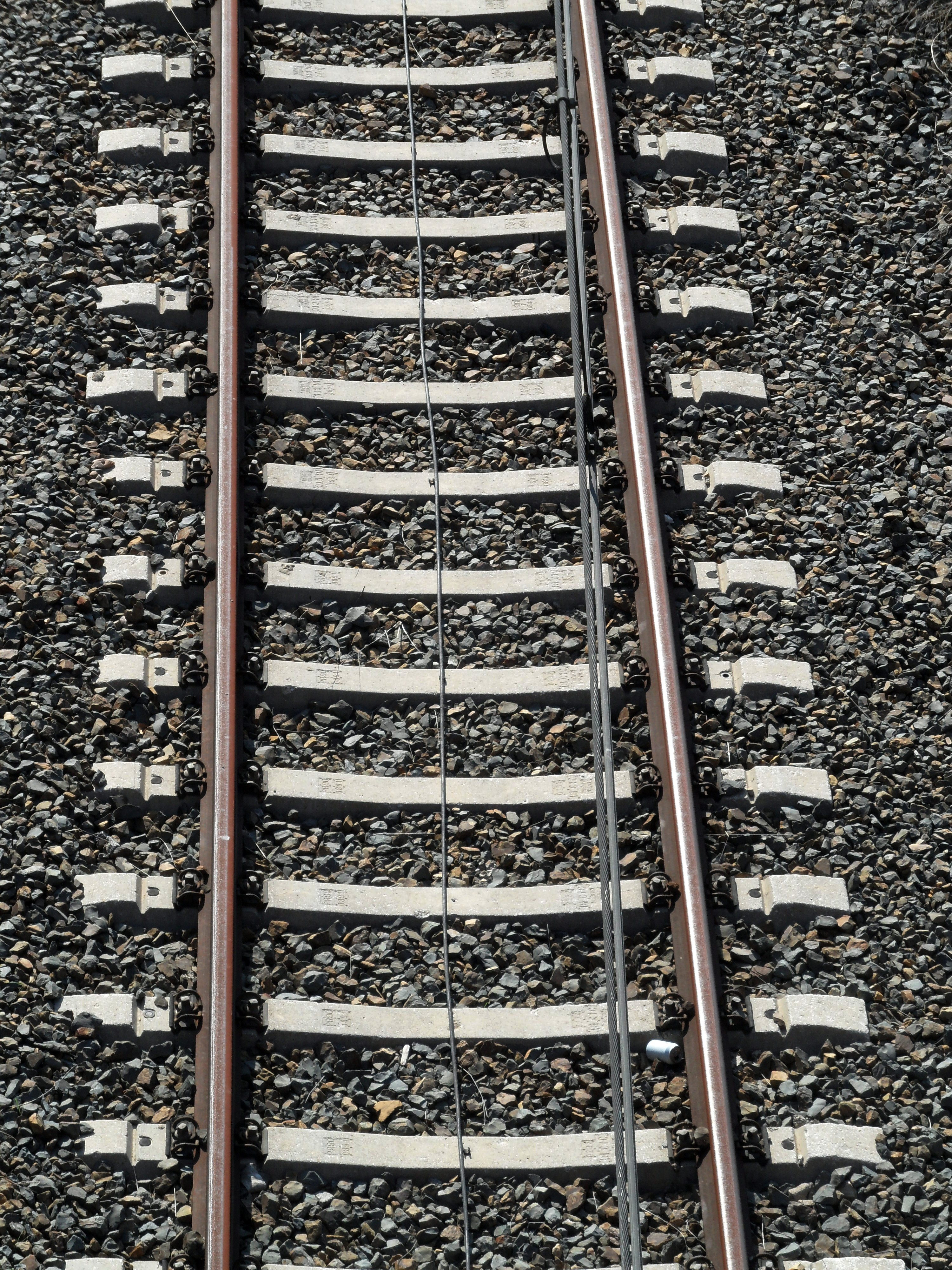
Noch ist es hier das Ziel, aber es ist vorbereitet: Dieses umspurbare Gleis ist schon in Normalspur aufgebaut.